# École centrale d’électronique
Die École centrale d’électronique (ECE) ist eine französische Ingenieurhochschule in Paris, Lyon und Bordeaux, die 1919 gegründet wurde.
Die ECE ist eine private Hochschule, die Mitglied der Union des grandes écoles indépendantes (UGEI) ist.
Die Hochschule bildet hauptsächlich in Informationstechnologien (Informationssysteme, Telekommunikation, Netzwerke, IoT, eingebettete Systeme, Finanzen, Multimedia) aus. Außerdem bietet sie Weiterbildungen in den Bereichen Gesundheit und Technik, Verkehr und Mobilität, Energie und Umwelt an.

## Berühmte Absolventen
- Victoria Mandefield, eine französische Ingenieurin und Sozialunternehmerin